# Alfred Adler
Alfred Adler (født 7. februar 1870 i Wien, død 28. maj 1937 i Aberdeen) var en østrigsk psykoanalytiker, som skabte begrebet mindreværdskomplekser. 
Et hvilket som helst barn, mente han, bliver på et tidspunkt bevidst om sin egen lidenhed, afhængighed og eventuelle fysiske svaghed. For at kompensere for dette vil barnet enten bevidst eller ubevidst stræbe efter bestemte mål, som kan erstatte følelsen af utilstrækkelighed. 
En ekstrem mindreværdsfølelse eller et fejlslagent forsøg på at opnå de selvpåtvungne mål vil fremkalde angst og aggressioner.
I 1902 mødte Adler Sigmund Freud og de grundlagde sammen Wiens Psykoanalytiske Forening, med Adler som formand. Senere tog Adler dog – i lighed med Carl Gustav Jung – afstand fra visse af Freuds mest centrale teorier. Han udviklede i stedet individualpsykologien og adlersk psykoterapi, der er en særlig form for dybdeterapi.